# Ipomanganato
Lo ione ipomanganato (nome sistematico: tetraossomanganato(V)) chiamato anche tetraossomanganato(3-), è un ossoanione del manganese pentavalente avente formula molecolare MnO43-. Deriva formalmente dall'acido ipomanganico H3MnO4 (instabile) per deprotonazione. Le sue soluzioni acquose sono intensamente colorate in azzurro brillante.
Il manganese, oltre all'ipomanganato, forma altri due anioni tetraossomanganato, con i quali MnO43− (MnV) non va confuso: il manganato MnO42− (MnVI) e il più noto permanganato MnO4− (MnVII).
L'ipomanganato di potassio (K3MnO4) è il sale più noto, ma sono noti anche l'ipomanganato di sodio (Na3MnO4), l'ipomanganato di bario (Ba3(MnO4)2) e l'ipomanganato misto di potassio e bario KBaMnO4. L'anione può sostituire il fosfato (PO43−), come in alcune varianti sintetiche dei minerali apatite e brownmillerite, o anche l'arseniato (AsO43−).

## Storia
L'ipomanganato è stato segnalato per la prima volta nel 1946 da Hermann Lux, che ha sintetizzato l'ipomanganato di sodio, di colore azzurro intenso, facendo reagire l'ossido di sodio (Na2O) con biossido di manganese (MnO2) e nitrito di sodio fuso (NaNO2) a 500 °C.Si è ottenuto anche il sale decaidrato Na3MnO4·10H2O per cristallizzazione da soluzioni concentrate (50%) di idrossido di sodio.

## Struttura e proprietà
L'ipomanganato è un ossoanione tetraedrico strutturalmente simile al fosfato, al solfato, al manganato e al permanganato. Come previsto per un complesso tetraedrico con una configurazione elettronica esterna {\displaystyle d^{2}}, l'anione ha uno stato fondamentale di tripletto.
L'anione è una specie di colore azzurro brillante con un massimo di assorbimento nel visibile alla lunghezza d'onda {\displaystyle \lambda _{max}=670\,\mathrm {nm} } ({\displaystyle \varepsilon =900\mathrm {dm^{3}\,mol^{-1}\,cm^{-1}} }).

## Stabilità
Lo ione ipomanganato è instabile rispetto alla disproporzione in manganato(VI) e biossido di manganese. Le reazioni e i relativi potenziali di elettrodo stimati a pH=14 sono i seguenti:
{\displaystyle {\ce {MnO4^{2-}\ +\ e^{-}<=>MnO4^{3-}\,\,\,}}} con {\displaystyle \,\,\,E=+0,27\,\mathrm {V} }
{\displaystyle {\ce {MnO4^{3-}\ +\ e^{-}\ +\ 2H2O<=>MnO2\ +\ 4OH^{-}\,\,\,}}} con {\displaystyle \,\,\,E=+0.96\,\mathrm {V} }
Tuttavia, la reazione è lenta in soluzioni molto alcaline (con una concentrazione di OH− superiore a 5-10 mol/L.
Si ritiene che la disproporzione passi attraverso un intermedio protonato, la cui reazione di dissociazione acida e la relativa costante sono qui indicate:
{\displaystyle {\ce {HMnO4^{2-}<=>MnO4^{3-}\ +\ H^{+}}}} con {\displaystyle \mathrm {p} K_{a}=13,7\pm 0,2}
Tuttavia, l'ipomanganato di potassio è stato cocristallizzato con il sale Ca2Cl(PO4), consentendo lo studio dello spettro UV-visibile dello ione ipomanganato.

## Preparazione
Gli ipomanganati possono essere preparati mediante una cauta riduzione dei manganati con solfito, perossido di idrogeno o acido mandelico.
Gli ipomanganati possono anche essere preparati con il metodo allo stato solido sotto flusso di O2 vicino a 1000 °C. Possono essere preparati anche tramite vie a bassa temperatura come la sintesi idrotermica o la crescita di flusso.

## Usi
Il fluoruro e vanadato di stronzio (Sr5(VO4)3F) con ipomanganato sostituito per alcune unità di vanadato, è stato studiato per un potenziale utilizzo nei laser nel vicino infrarosso.
Il sale di bario Ba3(MnO4)2 ha interessanti proprietà magnetiche.

## Composti correlati
In teoria, l'ipomanganato sarebbe la base coniugata dell'acido ipomanganico (H3MnO4). Questo acido non può essere formato a causa della sua rapida disproporzione, ma la sua terza costante di dissociazione acida è stata stimata, mediante tecniche di radiolisi pulsata, essere pari al valore citato sopra di  {\displaystyle \mathrm {p} K_{a}=13,7\pm 0,2}.
Si ritiene che gli esteri ciclici dell'acido ipomanganico siano intermedi nell'ossidazione degli alcheni da parte del permanganato.